# Thyregod Sogn
Thyregod Sogn er et sogn i Grene Provsti (Ribe Stift).
I 1800-tallet var Vester Sogn anneks til Thyregod Sogn. Begge sogne hørte til Nørvang Herred i Vejle Amt. Thyregod-Vester sognekommune blev ved kommunalreformen i 1970 indlemmet i Give Kommune, som ved strukturreformen i 2007 blev indlemmet i Vejle Kommune.
I Thyregod Sogn ligger Thyregod Kirke.
I sognet findes følgende autoriserede stednavne:
- Dørken (bebyggelse, ejerlav)
- Dørken Vestermark (bebyggelse)
- Enkelund (bebyggelse, ejerlav)
- Fiskehuse (bebyggelse)
- Fuglsang (bebyggelse)
- Gedholm (bebyggelse)
- Hastrup (bebyggelse)
- Hesselbjerge (bebyggelse)
- Hindskov (bebyggelse, ejerlav)
- Kokborg (bebyggelse, ejerlav)
- Kokborg Huse (bebyggelse)
- Krusborg (bebyggelse)
- Kærgård (bebyggelse)
- Lønå (bebyggelse, ejerlav)
- Løvdal (bebyggelse)
- Neder Thyregodlund (bebyggelse)
- Odderbæk (bebyggelse, ejerlav)
- Pomphole (bebyggelse)
- Porsbakke (bebyggelse)
- Sejrup (bebyggelse, ejerlav)
- Svindbæk (bebyggelse, ejerlav)
- Thyregod (bebyggelse, ejerlav)
- Thyregodlund (bebyggelse, ejerlav)
- Ålbæk (bebyggelse, ejerlav)